# Аяз-Кала
Аяз-Кала — остатки крепостных укреплений периода кушанской культуры (III—II вв. до н. э.), в 200 км от Аральского моря, на правом берегу Амударьи, на территории современного Каракалпакстана. Впервые исследованы в 1939—1940 годах Хорезмской археологической экспедицией под руководством С. П. Толстова. Среди большой группы поселений особо выделяются три. Первое из них — укрепление Аяз-Кала-3, с минаретами и лабиринтами, огорожено мощной стеной. Внутри укрепления сохранились остатки просторного дворца. На северо-западе находится укрепление Аяз-Кала-2, построенное в Кушанскую эпоху и достраивавшееся в V—VII вв. н. э. Укрепление Аяз-Кала-1 расположено на возвышенности Аяз-Кала, неподалёку от озера Аязколь, хорошо сохранилось. Установлено, что Аяз-Кала-1 являлось военным укреплением, охранявшим часть границ Кушанского царства. В ходе раскопок обнаружены железные кинжалы, ножи, наконечники копий и стрел, бронзовые и золотые изделия.
Аяз Кала в Хорезме (Каракалпакстан) состоит из двух разрушенных цитаделей, построенных из сырцового кирпича на возвышенности. Вокруг — пустыня Кызылкум, которая простирается до Аральского моря. Другие цитадели, разбросанные по этой территории, были предназначены для защиты от кочевников, проживавшего на этой территории, потому что она орошалась за счёт каналов, отводящих воду из Амударьи. Самые старые цитадели в этом регионе, такие как эта, датируются IV веком до н. э. В древности это была территория кочевников массагетов, которых ещё называли скифами.

## Галерея
- Аяз-Кала — крепость кушанского периода в Хорезме
- Аяз-Кала — крепость кушанского периода в Хорезме
- Аяз-Кала. Две цитадели
- Самые старые цитадели в этом регионе, такие как эта, датируются IV в. до н. э.
- Аяз-кала среди других крепостей Хорезма